# Maurice Dumas
Pour l’article homonyme, voir Dumas.
Maurice Dumas fut un professeur et homme politique fédéral du Québec, né le 1er mai 1927 et mort le 17 janvier 2015.

## Biographie
Né à Montréal, Maurice Dumas a fait carrière dans l'enseignement. Il s'est impliqué au sein de la CEQ entre 1982 et 1985. 
Son implication politique a commencé avec son élection au poste de conseiller municipal d'Ayersville, aujourd'hui fusionnée avec Lachute. Proche des milieux de gauche et souverainiste, il fut également candidat pour le Rassemblement pour l'indépendance nationale dans la circonscription d'Argenteuil en 1966, puis pour le Parti québécois en 1985, sans succès. Il devint député de la circonscription d'Argenteuil—Papineau sous la bannière du Bloc québécois en remportant l'élection de 1993 contre la députée progressiste-conservatrice sortante, Lise Bourgault. Réélu en 1997, il ne se représenta pas en 2000.
Maurice Dumas fut également actif lors du référendum de 1992, agissant à titre de vice-président du comité du « Non » dans Prévost.
Durant son passage à la Chambre des communes, il fut porte-parole bloquiste pour les Ainés de 1994 à 1995 et de 1998 à 2000. Il fut également porte-parole adjoint des Affaires indiennes et Nord canadien de 1996 à 1998.

## Distinctions
- Médaille de l'Assemblée nationale, 2009[3]